# Münchner Opernfestspiele

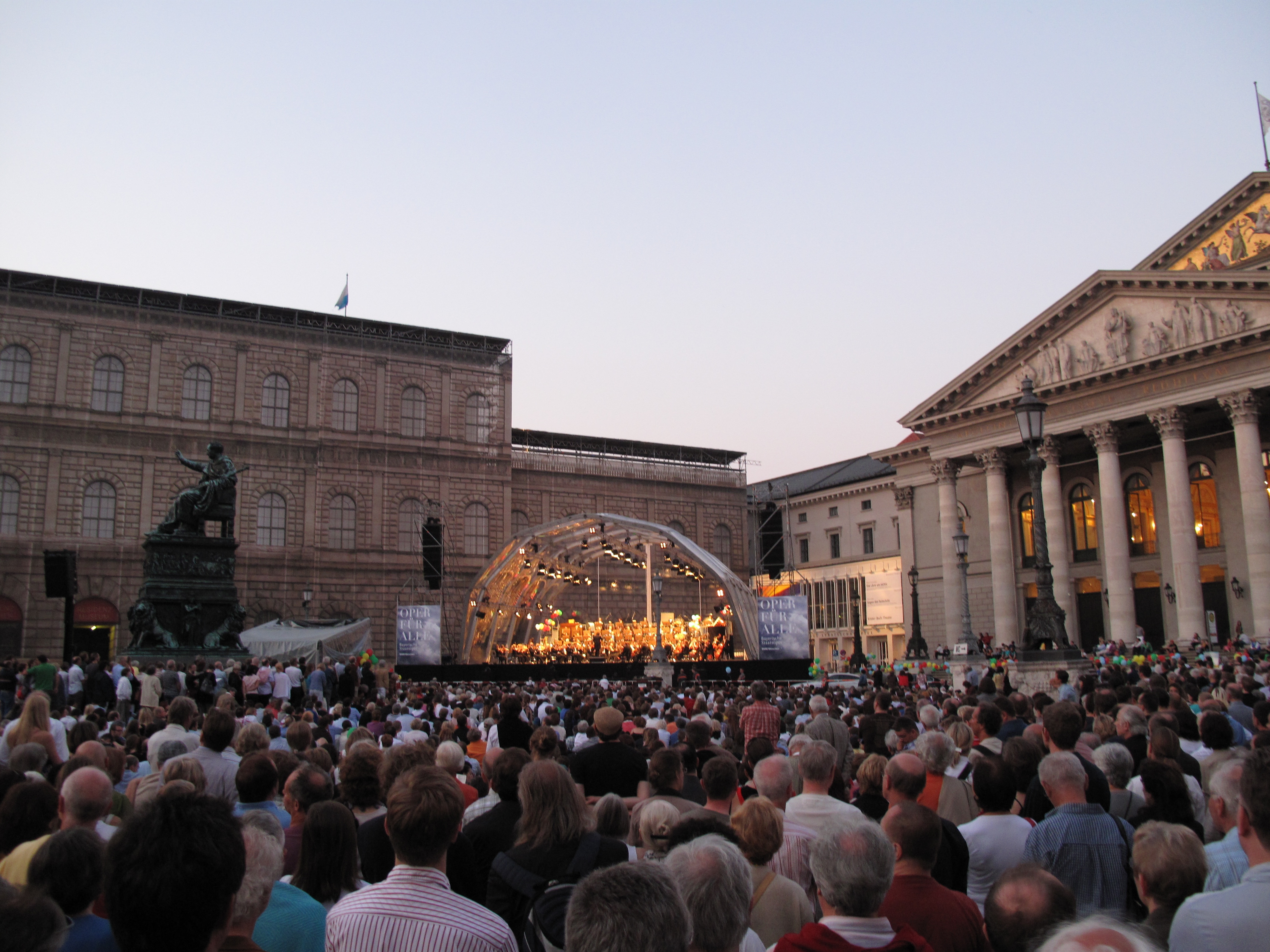
Kostenloses Konzert am 26. Juni 2010 vor dem Münchner Nationaltheater des philharmonisches Orchesters der Bayerischen Staatsoper („Oper für alle“) im Rahmen der Münchner Opernfestspiele.

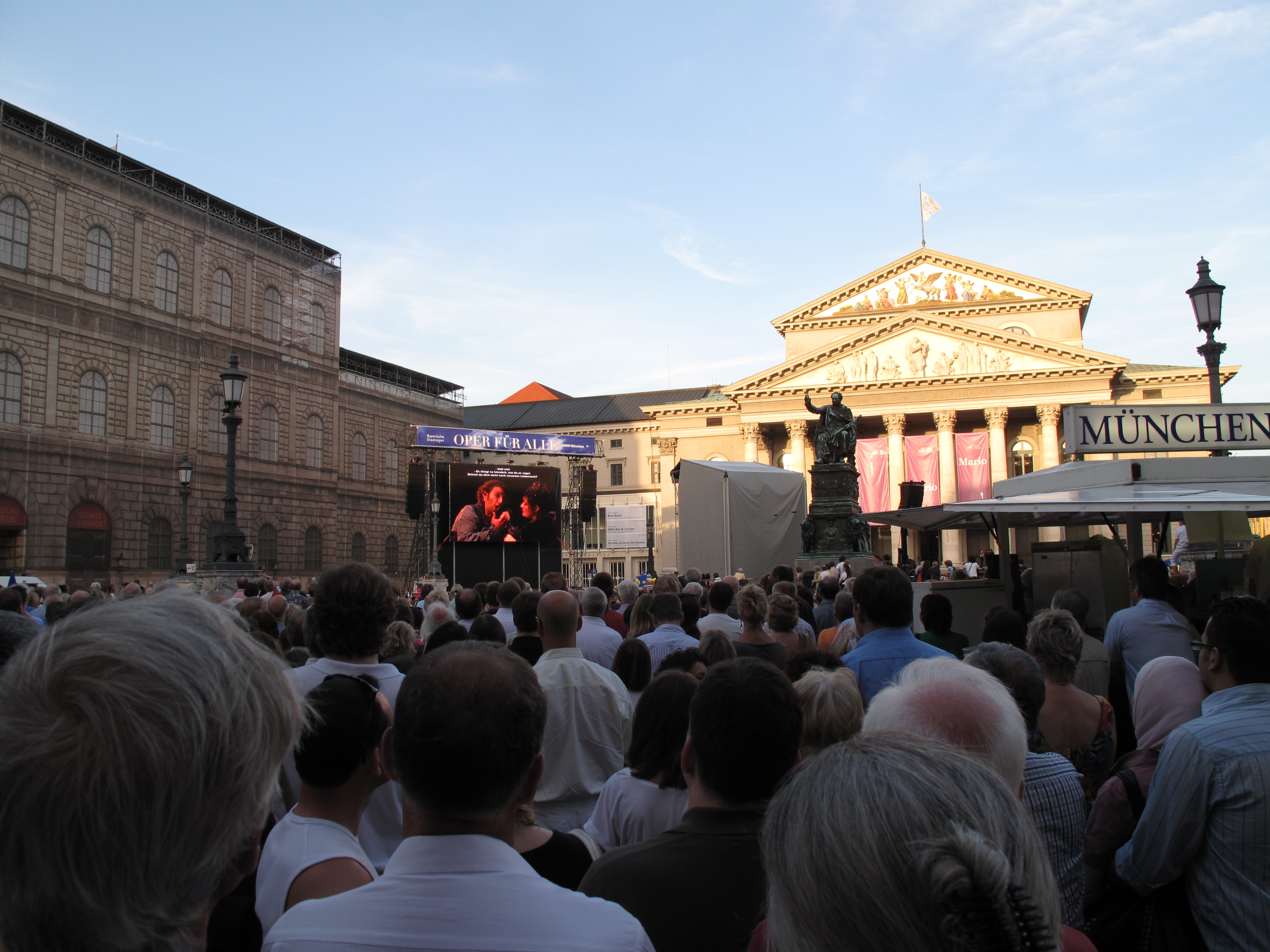
„Oper für alle“ mit Tosca am 10. Juli 2010

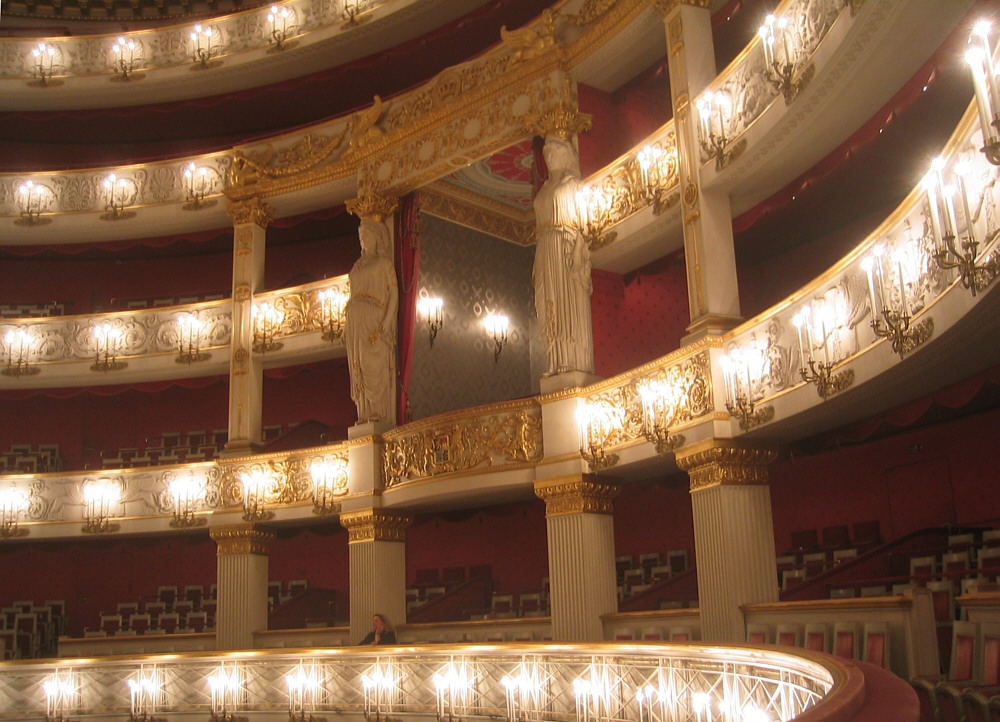
Nationaltheater München

Die Münchner Opernfestspiele sind ein traditionsreiches Festival, das Opernfreunde aus aller Welt anzieht. Sie sind im Juni und Juli der traditionelle Höhepunkt des Münchner Opernjahres.
Die Festspiele werden heute von der Bayerischen Staatsoper und dem Bayerischen Staatsballett veranstaltet. Traditionell kommt eine Festspielpremiere im Nationaltheater sowie eine weitere Opern- und eine Ballettneuproduktion im Prinzregententheater und im Cuvilliés-Theater heraus. Insgesamt werden mehr als 30 Opernaufführungen, Liederabende sowie zahlreiche Konzerte, Ballettproduktionen und viele weitere Veranstaltungen geboten, auch in kleineren Spielstätten wie der Allerheiligen-Hofkirche, dem Pavillon 21 MINI Opera Space (2010), der Utopia Halle sowie der Neuen Pinakothek oder dem Museum Brandhorst.

## Geschichte
Die Opernfestspiele fanden erstmals 1875 als Festsommer mit Opern von Wolfgang Amadeus Mozart und Musikdramen von Richard Wagner statt. Die Festspielidee war so erfolgreich, dass mit der Zeit der Wunsch nach einem eigenen Festspielhaus größer wurde, so dass um die Jahrhundertwende das Prinzregententheater erbaut wurde, um dem Wunsch der Bürger zu entsprechen – gefördert vom kunstsinnigen Prinzregenten Luitpold. Die Eröffnung war am 21. August 1901 mit den Meistersingern und leitete eine Glanzzeit der Münchner Opernfestspiele ein. Seit den 60er Jahren finden die Festspiele überwiegend im Juli statt, was u. a. die Terminplanung im Verhältnis zu den Salzburger Festspielen und den Bayreuther Festspielen erleichtert. Prägende Gesangsstars können so auch im selben Sommer an mehr als einem der beiden Festspielorte auftreten, wie in der Vergangenheit beispielsweise Hildegard Behrens, Diana Damrau, Plácido Domingo, Dietrich Fischer-Dieskau, Christian Gerhaher, Edita Gruberova, Anja Harteros, Jonas Kaufmann, René Kollo, Waltraud Meier, Lucia Popp, Hermann Prey, Dorothea Röschmann, Peter Seiffert, Bryn Terfel und Julia Varady.
In der Nachkriegszeit erhöhte sich der Anteil an Uraufführungen während der Festspiele. Hinzu kommen wichtige Münchner Erstaufführungen, z. B. von Die schweigsame Frau (1947) und Die Liebe der Danae (1953) von Richard Strauss (dessen Werken häufig eine eigene Festwoche eingeräumt wurde), The rape of Lucretia (1951) von Benjamin Britten. Lulu (1967) von Alban Berg, Melusine (1973) von Aribert Reimann, Enrico (1991) von Manfred Trojan, Written on Skin (2013) von George Benjamin und Hamlet (2023) von Brett Dean. Seit den 70er Jahren handelte es sich dabei oft um die Uraufführungsproduktionen als Koproduktion bzw. in Kooperation mit internationalen Festivals wie in Schwetzingen, Aix-en-Provence und Glyndebourne.
1952 zählten die Münchner Opernfestspiele zu den Gründungsorganisationen der European Festivals Association. Seit 1958 unterstützt der Förderverein Gesellschaft zur Förderung der Münchner Opernfestspiele, die Opernfestspiele – neben der finanziellen Unterstützung auch durch einen Festspielpreis (seit 1965). Neben Bühnenkünstlerinnen und -künstlern sind dabei auch immer wieder Mitglieder des Hauses hinter der Bühne und ganze Abteilungen der Staatsoper und des Staatsballetts ausgezeichnet worden.
Unter dem Slogan „Oper für alle“ werden jedes Jahr ein Opern- und ein Konzertabend auf dem Max-Joseph-Platz vor dem Nationaltheater dargeboten. Der Eintritt ist frei, modernste Beschallungstechnik sorgt für eine gute Klangqualität und am 26. Juni 2010 verzeichnete diese Veranstaltung den bisherigen Besucherrekord von 12.000 Zuhörern. Im Konzertprogramm der Festspiele, in das seit 2007 auch regelmäßig das Jugendorchester ATTACCA eingebunden wird, präsentiert sich das Bayerische Staatsorchester außerdem in Kammerkonzerten und je nach Repertoire (vom Barock bis zur zeitgenössischen Musik) wechselnden Besetzungen. Mit Sonder- und Jubiläumskonzerten wurde in den Festspielen 2023 auch das 500-jährige Jubiläum des Orchesters begangen.